# Doug Legursky

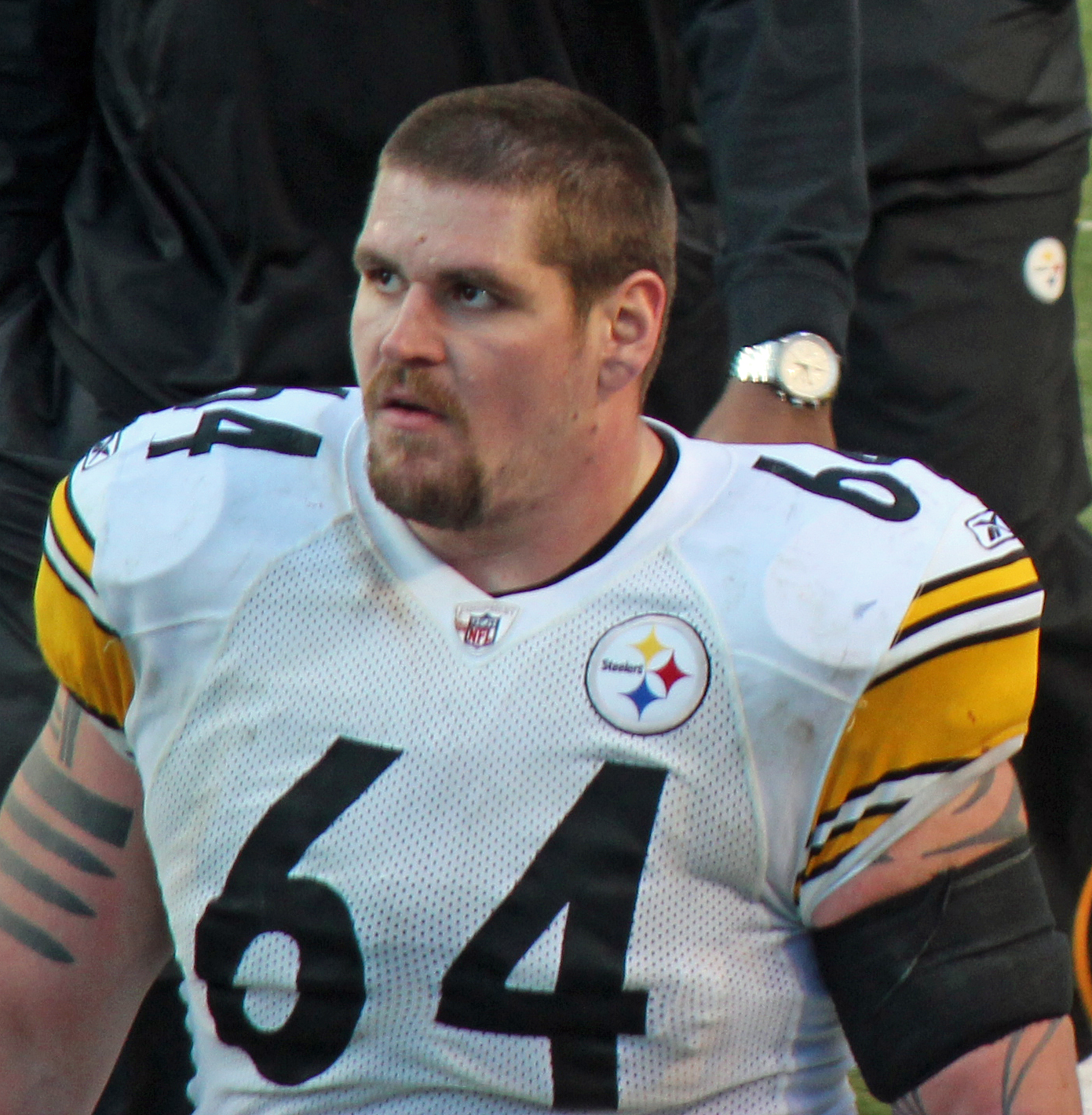
Foto do jogador de futebol americano norte-americano Doug Legursky.

Doug Legursky é um jogador profissional de futebol americano estadunidense que foi campeão da temporada de 2008 da National Football League jogando pelo Pittsburgh Steelers.